# Veľký Krtíš
 Ovo je glavno značenje pojma Veľký Krtíš. Za Okrug pogledajte Okrug Veľký Krtíš.
Veľký Krtíš (mađ. Nagykürtös, njem. Theissholz) je grad u Banskobistričkom kraju u središnjoj Slovačkoj. Upravno je središte Okruga Veľký Krtíš.

## Zemljopis
Veľký Krtíš nalazi se na nadmorskoj visini od 200 m. Ukupna površina općine je 15,028 km². Grad je udaljen 15 km sjeverno od mađarske granice i 75 km južno od Banske Bistrice.

## Povijest
Velký Krtíš se prvi put spominje 1245. Grad je bio na važanom trgovačkom putu. U XVI. stoljeću, grad su napali Turci, a od 1554. – 1593. Velký Krtíš bio je u Novohrad Sandžaku. Sredinom XVII stoljeća, grad je potpuno uništen od Turaka i ostao nenastanjen do 1680. U 19. stoljeću otvoren je rudnik i grad je počeo oživljavati. Godine 1968. Velký Krtíš postaje središte okruga.	

## Stanovništvo
| Godina:     | 1993.  | 2003.   | 2013.   | 2023.    |
| ----------- | ------ | ------- | ------- | -------- |
| Broj ljudi: | 14 769 | 13 988  | 12 608  | 10 457   |
| Razlika:    |        | -5,28 % | -9,86 % | -17,06 % |

| Godina:     | 2022.  | 2023.   |
| ----------- | ------ | ------- |
| Broj ljudi: | 10 647 | 10 457  |
| Razlika:    |        | -1,78 % |

Po popisu stanovništa iz 2001. grad je imao 14.013 stanovnika.

### Etnički sastav
- Slovaci – 86,9 %
- Mađari – 6,2 %
- Romi – 2,1 %
- Česi – 0,8 %
- Ukrajinci – 0,1 %[6]

### Religija
- rimokatolici – 54,26 %
- ateisti – 21,58 %
- evangelici – 16,00 %
- grkokatolici – 0,34 %
- pravoslavci – 0,16 %[6]

## Vanjske poveznice
- Službena stranica grada

### Ostali projekti
|  | Zajednički poslužitelj ima još gradiva o temi Veľký Krtíš |